# Эдер, Тадей Евстахович
Тадей Евстахович Эдер (укр. Тадей Євстахович Едер; 17 октября 1943, Львов — 16 декабря 2023, Львов) — советский и украинский театральный режиссёр, художественный руководитель Львовского оперного театра в Львове. Заслуженный работник культуры Украины (1993). Депутат Львовской рады.

## Биография
Закончил Львовское музыкальное училище им. М. Шашкевича (1968) и юридический факультет Львовского национального университета имени И. Франко (1974).
В 1967—1968 — артист оперной студии Львовской академии им. М. Лысенко.
В 1969—1971 — артист Государственной заслуженной хоровой капели «Трембита».
В 1972—1987 году — заместитель директора Львовского театра оперы и балета.
В 1988—1997 — директор Львовской областной филармонии.
В 1998—2017 годах — директор Львовского государственного академического театра оперы и балета.
Член Лиги творческих союзов Львовщины, глава Совета директоров театров Львовщины, член учёного совета Львовской музыкальной академии им. Н. Лысенка, член НСТД Украины.
Депутат Львовского местного совета. Был главой фракции Партии регионов. Член комиссии культуры, средств массовой информации и туризма.
Скончался 16 декабря 2023 года на 81-м году жизни. Похоронен на Лычаковском кладбище.

## Награды и звания
- Орден князя Ярослава Мудрого IV степени (15 февраля 2013 года) — за значительный личный вклад в развитие отечественного театрального искусства, многолетний плодотворный труд и высокий профессионализм[3]
- Орден князя Ярослава Мудрого V степени (15 октября 2010 года) — за значительный личный вклад в развитие украинского театрального искусства, многолетний творческий труд и высокий профессионализм[4]
- Орден «За заслуги» І степени (23 июня 2009 года) — за весомый личный вклад в развитие конституционных принципов украинской государственности, многолетний добросовестный труд, высокий профессионализм в защите конституционных прав и свобод человека и гражданина[5]
- Орден «За заслуги» ІІ степени (18 августа 2006 года) — за значительный личный вклад в социально-экономическое, культурное развитие Украинского государства, весомые трудовые достижения и по случаю 15-й годовщины независимости Украины[6]
- Орден «За заслуги» ІІІ степени (18 ноября 2000 года) — за весомый личный вклад в развитие национального оперного и балетного искусства, высокий профессионализм[7]
- Орден Дружбы (15 февраля 2013 года, Россия) — за большой вклад в сохранение и популяризацию русского культурного наследия, сближение и взаимообогащение культур российского и украинского народов[8]
- Медаль Пушкина (31 октября 2007 года, Россия) — за большой вклад в распространение, изучение русского языка, сохранение культурного наследия, сближение и взаимообогащение культур наций и народностей[9]
- Командор ордена Заслуг перед Республикой Польша (25 января 2013 года, Польша)[10]
- Офицер ордена Заслуг перед Республикой Польша (21 октября 2004 года, Польша)[11]
- Заслуженный работник культуры Украины (19 августа 1993 года) — за личный вклад в обогащение украинской национальной культуры, высокое профессиональное мастерство[12]